# Thomas Beijer
Thomas Beijer (Haarlem, 4 juli 1988) is een Nederlands pianist, componist en schrijver.

## Opleiding
Beijer begon met pianospelen toen hij acht jaar was, en had toen les van Loes Geusebroek. Toen hij elf was begon hij met lessen in muziektheorie en muziekgeschiedenis bij Martin Kloos. Vanaf 2002 had hij les van Marjes Benoist in de jong-talentklas van het Conservatorium van Amsterdam (Sweelinck Academie). Ook in 2002 zorgde het Studiefonds voor Jonge Meesters ervoor dat hij masterclasses kon volgen bij Elza Kolodin in Italië. Andere masterclasses had hij bij Jorge Luis Prats, Murray Perahia, Emanuel Ax, Menahem Pressler, Jacques Rouvier en Pascal Devoyon. Vanaf zijn zestiende jaar studeerde Thomas Beijer bij Jan Wijn aan het Conservatorium van Amsterdam, waar hij in mei 2009 met een 10 cum laude de bacheloropleiding afsloot. In juni 2011 sloot hij, eveneens met de hoogst haalbare onderscheiding, de masteropleiding af.

## Prijzen en onderscheidingen
Beijer behaalde een eerste prijs op het Prinses Christina Concours. In 2006 was hij winnaar van de nationale finale van het SJMN-concours, waarmee hij werd uitgeroepen tot 'Jong Muziektalent van het Jaar'. Tevens won hij de prijs voor de beste vertolking van een hedendaags werk. Een jaar later won Thomas Beijer zowel de eerste prijs als de publieksprijs op het concours van de Young Pianist Foundation. In 2012 was hij laureaat en winnaar van de publieksprijs op het concours Dutch Classical Talent (voorheen Vriendenkransconcours), een initiatief van het Koninklijk Concertgebouworkest en Radio 4. De muzikant is in februari 2022 de Nederlandse Muziekprijs toegekend.

## Activiteiten
Pianist
Beijer geeft sinds zijn tiende concerten in binnen- en buitenland, onder andere in het Verenigd Koninkrijk, Denemarken, Noorwegen, Zweden, Singapore en Japan. 
In 2008 maakte hij zijn debuut met het het Residentie Orkest onder leiding van Neeme Järvi tijdens het Haagse Festival Classique 2008, waar hij solist was in de Variations Symphoniques van César Franck. Daarna soleerde hij in pianoconcerten van Bach, Mozart, Beethoven, Brahms, Grieg, Gershwin, Ravel, John Adams en Hans Kox met onder andere Amsterdam Sinfonietta, het Brabants Orkest en het Nederlands Studenten Orkest. Hij werkte samen met de dirigenten Ed Spanjaard, Bas Wiegers, Peter Biloen en Gustavo Gimeno. Op 21 maart 2021 had Beijer zullen debuteren in de prestigieuze concertserie Meesterpianisten in het Koninklijk Concertgebouw. Door de Coronapandemie was deze beroemde concertserie echter gedwongen te stoppen, en is het concert niet door gegaan.
Thomas Beijer is tevens een zeer actief kamermusicus. Sinds 2009 is hij de pianist van de Amsterdam Chamber Soloists. Regelmatig begeeft hij zich ook buiten de gebaande klassieke paden door samenwerkingen met o.a. flamencogitarist Eric Vaarzon Morel en cabaretier Diederik van Vleuten.
In 2008 verscheen Beijers eerste cd met werken van Johannes Brahms op het label Brilliant Classics. In 2012 volgde bij Etcetera Records een cd met werken van Sergei Rachmaninoff, en in 2013 op Lyrone Records de cd Canción y Danza, met werken van Isaac Albéniz, Joaquín Rodrigo, Enrique Granados, Federico Mompou, Manuel de Falla en een compositie van Thomas Beijer zelf. In 2022 bracht hij samen met Nicolas van Poucke het album Mozart: Sonatas for four hands uit op het TRPTK label.
Componist
In 2006 schreef hij op verzoek van de Provincie Noord-Holland vier liederen op gedichten van Jan Wolkers, ter gelegenheid van de tachtigste verjaardag van de schrijver. In 2009 verscheen zijn pianokwartet Stardust, geschreven ter gelegenheid van de oprichting van The Amsterdam Chamber Soloists. Verdere recente werken zijn de voor het pianoduo Scholtes-Janssens geschreven Ballade voor twee piano's, Motion Games voor viool en piano (geschreven voor Rosanne Philippens en Yuri van Nieuwkerk, en Petenera's Night Music voor piano solo, geschreven in opdracht van de Young Pianist Foundation als verplicht werk voor de deelnemers van hun concours in 2013. Beijer werkt regelmatig samen met regisseur Lucas van Woerkum, die in 2013 zijn compositie Motion Games verfilmde. Beijer's werken worden uitgegeven door Donemus.
Schrijver
In 2017 verscheen als Beijers literaire debuut bij Prometheus de roman Geen jalapeños.